# مقاطعة دشت أزادغان
مقاطعة دشت آزادغان أو مقاطعة ميسان (بالفارسية: شهرستان دشت آزادگان) هي إحدى مقاطعات إيران وتقع في محافظة خوزستان. مدينة الخفاجية هي عاصمة هذه المقاطعة. حسب إحصاءات المركز الرسمي للإحصاءات الإيرانية في 2006 كان يسكن مقاطعة دشت آزادغان 96,115 شخص وكان عدد المساكن 16,604 مسكن. تنقسم هذه المقاطعة بلدتان: البلدة المركزية وبلدة بستان. للمقاطعة مدينتان وهي الخفاجية وبستان.

## أعلام
- حسين ساكي